# ヒストンメチルトランスフェラーゼ
ヒストンメチルトランスフェラーゼまたはヒストンメチル基転移酵素（英: histone methyltransferase、略称: HMT）は、ヒストンタンパク質のリジンとアルギニン残基に対して1つ、2つまたは3つのメチル基の転移を触媒するヒストン修飾酵素（ヒストン-リジン N-メチルトランスフェラーゼ、ヒストン-アルギニン N-メチルトランスフェラーゼ）である。メチル基の付加は、主にヒストンH3とH4の特定のリジンまたはアルギニン残基に対して行われる。HMTにはリジン特異的HMTとアルギニン特異的HMTの2つの主要な種類が存在し、リジン特異的HMTはさらにSET（Su(var)3-9, Enhancer of Zeste, Trithorax）ドメイン型と非SETドメイン型に分類される。どのタイプのHMTも、S-アデノシルメチオニン（SAM）を補因子そしてメチル基供与体として利用する。

H3リジン4番特異的ヒストン-リジン N-メチルトランスフェラーゼの構造

H3リジン4番特異的ヒストン-リジン N-メチルトランスフェラーゼの反対側の面。活性部位が見えている。

真核生物のゲノムDNAはヒストンと結合してクロマチンを形成している。クロマチンの凝縮度はヒストンのメチル化や他の翻訳後修飾に強く依存している。ヒストンのメチル化はクロマチンの主要なエピジェネティック修飾であり、遺伝子発現、ゲノム安定性、幹細胞の成熟、細胞系統の発生、遺伝的インプリンティング、DNAメチル化、そして有糸分裂が決定される。

## 種類
リジン特異的ヒストンメチルトランスフェラーゼはSETドメイン型と非SETドメイン型に分類される。その名前の通り、両者はSETドメインを持つかどうかが異なる。

### SETドメイン型リジン特異的HMT

#### 構造
メチルトランスフェラーゼ活性に関与する構造は、SETドメイン（約130アミノ酸から構成される）、pre-SET、post-SETドメインである。pre-SETとpost-SETは、SETドメインの両側に隣接して位置している。pre-SET領域には三角形の亜鉛クラスターを形成するシステイン残基が含まれ、亜鉛原子の強固な結合と構造の安定化に寄与している。SETドメイン自体にはβストランドに富む触媒コアが含まれ、βシートのいくつかの領域を構成している。多くの場合、pre-SETドメインのβストランドはSETドメインのβストランドとβシートを形成し、SETドメインの構造にわずかな多様性をもたらしている。こうした小さな変化はメチル化標的残基の特異性を変化させ、SETドメイン型メチルトランスフェラーゼが多くの異なる残基を標的とすることを可能にしている。こうしたpre-SETドメインと触媒コアとの間の連携は酵素機能に重要である。

#### 触媒機構
反応が進行するためには、まずS-アデノシルメチオニン（SAM）と基質のヒストンテールのリジン残基がSETドメインの触媒ポケットに結合して適切に配置される必要がある。続いて、近傍のチロシン残基がリジン残基のε-アミノ基を脱プロトン化する。その後、リジン側鎖はSAM分子の硫黄原子のメチル基に求核攻撃を行い、メチル基がリジン側鎖に転移される。

ヒストン-リジン N-メチルトランスフェラーゼの活性部位。リジン残基（黄）とSAM（青）が可視化されている。

### 非SETドメイン型リジン特異的HMT
非SETドメイン型ヒストンメチルトランスフェラーゼの例としてはDot1が挙げられる。ヒストンのテール領域のリジンを標的とするSETドメインとは異なり、Dot1はヒストンの球状コアのリジン残基をメチル化し、こうした活性が知られている唯一の酵素である。Dot1のホモログである可能性があるタンパク質は古細菌にも存在し、このタンパク質は古細菌のクロマチンタンパク質をメチル化することが示されている。

#### 構造
活性部位はDot1のN末端に位置する。Dot1の触媒ドメインのN末端領域とC末端領域を連結するループがSAMの結合部位となっている。C末端領域は基質特異性と結合に重要であり、この領域の持つ正電荷が負に帯電したDNA骨格との良好な相互作用を可能にしている。構造的制約のため、Dot1はヒストンH3のみをメチル化する。

### アルギニン特異的HMT
プロテインアルギニンメチルトランスフェラーゼ（PRMT）には3つの種類が存在し、ヒストンテールのアルギニン残基には3種類のメチル化が行われる。1つ目のタイプ（PRMT1、PRMT3、CARM1/PRMT4、Rmt1/Hmt1）はモノメチルアルギニンと非対称ジメチルアルギニン（Rme2a）を作り出す。2番目のタイプ（PRMT5/JBP1）はモノメチルアルギニンまたは対称ジメチルアルギニン（Rme2s）を作り出す。3番目のタイプ（PRMT7）はモノメチルアルギニンだけを作り出す。メチル化パターンの差異は、アルギン結合ポケット内の制限によるものである。

#### 構造
PRMTの触媒ドメインはSAM結合ドメインと基質結合ドメインからなり、合わせて約310アミノ酸程度である。各PRMTはそれぞれ固有のN末端領域と触媒コアを持つ。結合ポケット内では、アルギニン残基とSAMが適切に配置されている必要がある。SAMはアデニン環とフェニルアラニンのフェニル環の間の疎水的相互作用によってポケット内に確実に保持されている。

#### 触媒機構
近接するループ上のグルタミン酸残基が標的のアルギニン残基の窒素原子と相互作用する。この相互作用は正電荷の再分布を引き起こして窒素の脱プロトン化をもたらし、SAMのメチル基への求核攻撃を行えるようにする。PRMTの種類によって、次のメチル化段階、すなわち1つの窒素に対してジメチル化を行うか、双方の窒素に対して対称的なメチル化を行うかが異なる。どちらの場合もプロトンが窒素から脱離し、ヒスチジン-アスパラギン酸プロトンリレーシステムを介して移動して周囲へ放出される。

## 遺伝子調節における役割
ヒストンメチル化は、エピジェネティックな遺伝子調節に重要な役割を果たしている。さまざまな実験的知見が示唆するところによると、メチル化されたヒストンはメチル化の部位に依存して、転写の抑制または活性化のいずれかを引き起こす場合がある。一例として、遺伝子のプロモーター領域のヒストンH3のリジン9番のメチル化（H3K9me3）は遺伝子の過剰発現を防ぎ、細胞周期の移行や細胞増殖を遅らせると考えられている。対照的に、H3K4、H3K36、H3K79のメチル化は、活発な転写が行われているユークロマチンと関係している。
アルギニンのメチル化は、メチル化の部位や対称性に依存して、活性化（H4R3me2a、H3R2me2s、H3R17me2a、H3R26me2a）または抑制（H3R2me2a、H3R8me2a、H3R8me2s、H4R3me2s）の標識となると考えられている。一般的に、遺伝子発現に対するヒストンメチルトランスフェラーゼの影響は、どのヒストン残基に対してメチル化を行うかに強く依存している。

## 疾患との関係
メチル化調節酵素の発現または活性の異常はヒトのいくつかのがんで記載されており、ヒストンメチル化と細胞の悪性形質転換や腫瘍形成との関係が示唆されている。がんの発生におけるヒストンタンパク質のエピジェネティックな修飾、特にヒストンH3のメチル化は、近年多くの研究が行われている領域である。現在では、遺伝子異常だけでなく、遺伝子異常を伴わないエピジェネティックな変化による遺伝子発現の変化によってもがん化が開始される、という考えは一般的に受け入れられている。こうしたエピジェネティックな変化は、DNAやヒストンタンパク質のメチル化の喪失や獲得などである。
純粋にヒストンのメチル化やシグナル伝達経路の異常のみによってがんが発生することを示唆するような、十分な説得力を持つ証拠はまだ得られていないが、これらはがんに寄与する因子である可能性がある。一例として、H3K9me3のダウンレギュレーションはヒトのいくつかのがん（大腸がん、卵巣がん、肺がんなど）で観察されており、こうした変化はH3K9メチルトランスフェラーゼの欠乏またはH3K9デメチラーゼの活性または発現の上昇のいずれかによって生じたものである。

## DNA修復
ヒストンのリジンのメチル化は、DNA二本鎖切断の修復経路の選択に重要な役割を果たしている。例えば、H3K36のトリメチル化は相同組換え修復に必要であり、一方H4K20のジメチル化は非相同末端結合経路による修復のために53BP1をリクルートする。

## 研究
ヒストンメチルトランスフェラーゼはがんの診断や予後のバイオマーカーとしての利用の可能性がある。細胞の悪性形質転換や組織のがん化、腫瘍形成におけるヒストンメチルトランスフェラーゼの機能や調節に関しては、多くの疑問が残されている。

## 関連文献
- Trievel RC (2004). “Structure and function of histone methyltransferases”. Crit. Rev. Eukaryot. Gene Expr. 14 (3):  147–69. doi:10.1615/CritRevEukaryotGeneExpr.v14.i3.10. PMID 15248813.
- “The Dot1 histone methyltransferase and the Rad9 checkpoint adaptor contribute to cohesin-dependent double-strand break repair by sister chromatid recombination in Saccharomyces cerevisiae”. Genetics 182 (2):  437–46. (June 2009). doi:10.1534/genetics.109.101899. PMC 2691753. PMID 19332880.